# Estación de Olite
Olite (según Adif y usando también la denominación en euskera Olite-Erriberri) es una estación ferroviaria situada en el municipio español de Olite en la comunidad foral de Navarra. Dispone de servicios de Media Distancia operados por Renfe.

## Situación ferroviaria
La estación se encuentra en el punto kilométrico 133,4 de la línea férrea de ancho ibérico Castejón-Alsasua a 385 metros de altitud. El tramo es en vía única y está electrificado.

## Historia
La estación fue abierta al tráfico el 15 de septiembre de 1860 con la apertura del tramo Caparroso-Pamplona de la línea férrea que pretendía unir Zaragoza con Navarra por parte de la Compañía del Ferrocarril de Zaragoza a Pamplona. Esta última no tardaría en unirse con la compañía del ferrocarril de Zaragoza a Barcelona, dando lugar a la Compañía de los Ferrocarriles de Zaragoza a Pamplona y Barcelona. El 1 de abril de 1878 su mala situación económica la forzó a aceptar una fusión con Norte. En 1941, la nacionalización del ferrocarril en España supuso la integración de Norte en la recién creada RENFE.
Desde el 31 de diciembre de 2004 Renfe explota la línea mientras que Adif es la titular de las instalaciones ferroviarias.

## La estación
Se sitúa al este del núcleo urbano. El edificio para viajeros en una amplia estructura realizada con ladrillo de base rectangular, dos alturas y tejado en pico de varias vertientes. Sus vanos, siete puertas y siete ventanas en ambas fachadas están decorados con arcos de medio punto. Cuenta con dos andenes, uno lateral y otro central al que acceden dos vías. En el exterior existe un aparcamiento habilitado.

## Servicios ferroviarios

### Media Distancia
El tráfico de Media Distancia con parada en la estación tiene como principales destinos Zaragoza, Vitoria, Pamplona y Castejón. Los fines de semana existe un tren de refuerzo que para en la estación y que cubre la relación entre esos dos último destinos.
| Línea MD | Trenes | Origen/Destino   |  | Destino/Origen |
| -------- | ------ | ---------------- |  | -------------- |
| 26       | RE     | Zaragoza         |  | Pamplona       |
| 26       | RE     | Castejón de Ebro |  | Vitoria        |